# Elisabeth von Thadden
Elisabeth Adelheid Hildegard von Thadden (n. 29 iulie 1890, Morąg, Warmia și Mazuria, Polonia – d. 8 septembrie 1944, Charlottenburg-Wilmersdorf, Berlin, Germania Nazistă) a fost o o educatoare germană progresistă și o luptătoare în rezistență împotriva regimului nazist ca  membră a Solf Circle. Ea a fost condamnată la moarte în urma complotului din 20 iulie, deși pare puțin probabil ca ea să fi fost implicată într-un complot pentru răsturnarea naziștilor.

## Biografia

### Primii ani
Elisabeth von Thadden s-a născut în Mohrungen, Prusia de Est (în prezent Morąg, Polonia)
În 1905, familia s-a mutat la Trieglaff (Trzygłów) în Pomerania, unde Thadden crescut într-o mare familie protestantă.

## Cariera didactică

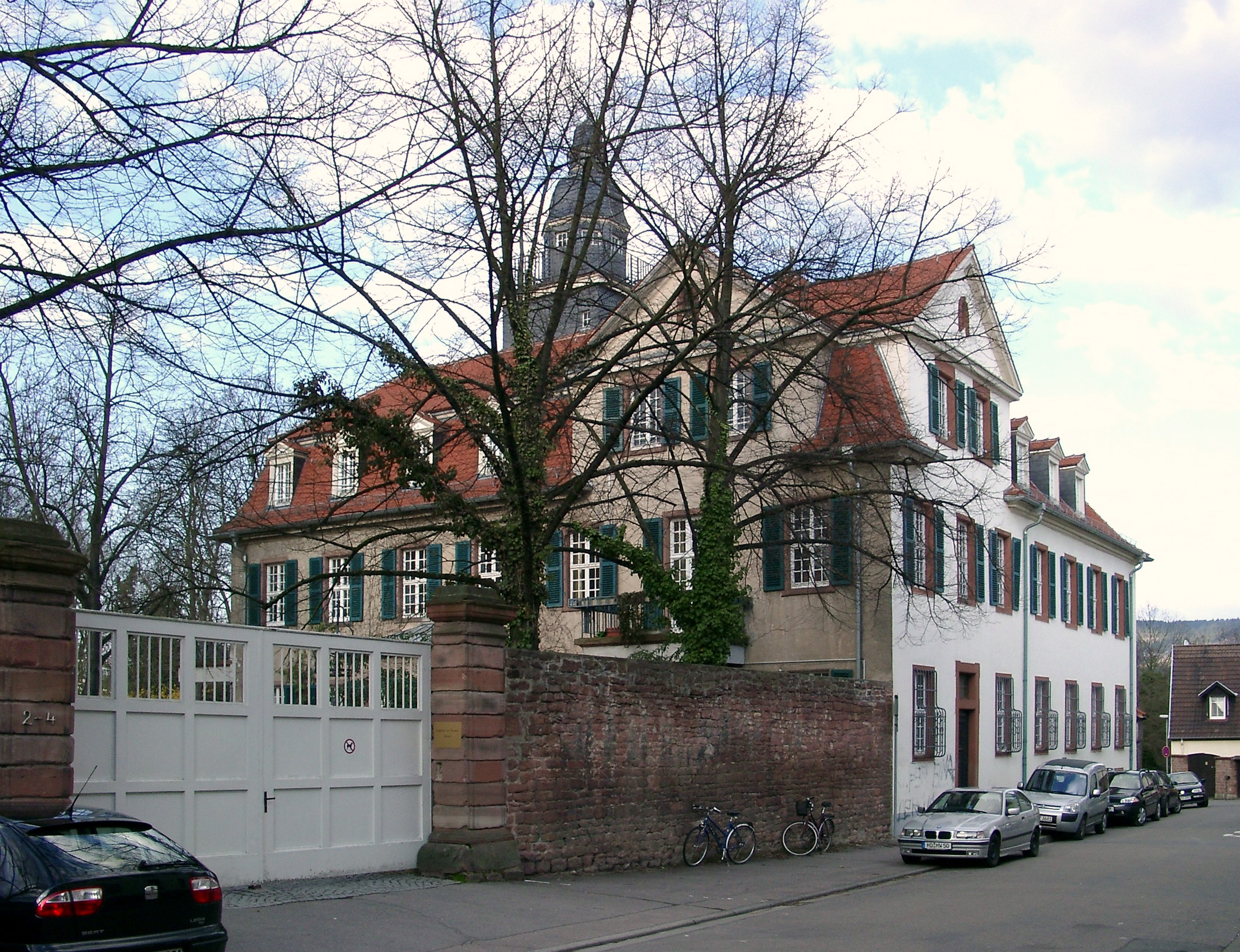
Școala Elisabeth von Thadden, Heidelberg

După război, în 1920, Elisabeth s-a mutat la Berlin pentru a urma o carieră în învățământ. Ea a participat la Soziale Frauenschule condus de reformatoarea socială Alice Salomon, unde a venit în contact cu progresismul în învățământ. După stagiu, ea a primit un loc de muncă la o tabără de copii în Heuberg, în Jura Șvabă, mai târziu, acumulând experiență la școlile Hermann Lietz și Kurt Hahn. 

### Proprietară de școală
Oferindu-i-se posibilitatea de a închiria o casă de țară neocupată, Schloss Wieblingen lângă Heidelberg, în 1926, Thadden i-a găsit rapid o utilizare. De Paști, în 1927, după ce a primit aprobarea guvernului să facă acest lucru, precum și obținerea de fonduri necesare , Schloss Wieblingen a devenit așezământul numit Evangelisches Landerziehungsheim für Mädchen, un  internat privat pentru fete .

## Împotriva celui de-Al Treilea Reich
După ce naziștii au venit la putere în 1933, tensiunile între autorități și școala Thadden  au început să crească. 
Thadden ignora edictele oficiale și a continuat să înscrie fete evreice fete la școala sa, uneori chiar reducea taxele de internat, în cazuri speciale. De asemenea, ea a continuat să se întâlnească cu prieteni evrei. 
Thadden nu avea nicio reținere în a-și spune sus și tare vederile progresiste, motiv pentru care a început să fie supravegheată de Gestapo.
În octombrie 1940, după ce școala ei a fost evacuată la Tutzing, în Bavaria , pentru că era prea aproape de Linia franceză Maginot, un elev a denunțat școala la Gestapo și la SD. Ministrul bavarez al Culturii a amenințat școala cu închiderea pentru "activități ce pun în pericol statul",întrucât nu era niciun portret al lui Hitler agățat în clădirea școlii
Thadden a decis să ducă înapoi școala la Wieblingen, unde spera că recunoașterea ei pe scară largă ar ține-o departe de hărțuieli. 
Nu a fost așa. În Mai 1941, Ministerul Educației din Baden a considerat școala lui Thadden "fără garanții satisfăcătoare pentru o educație național-socialistă corespunzătoare", după care școala a fost naționalizată și Elisabeth von Thadden a fost suspendată fără nicio formalitate de la școală.
Thadden s-a întors la Berlin și s-a alăturat Crucii Roșii ca infirmieră. Aici, ea a aflat, printre altele, că scrisorile de la germani prizonieri de război în Uniunea Sovietică nu ajungeau în Germania, erau distruse pentru că Hitler credea că ele ar slăbi moralul soldaților.

## Arestarea și executarea

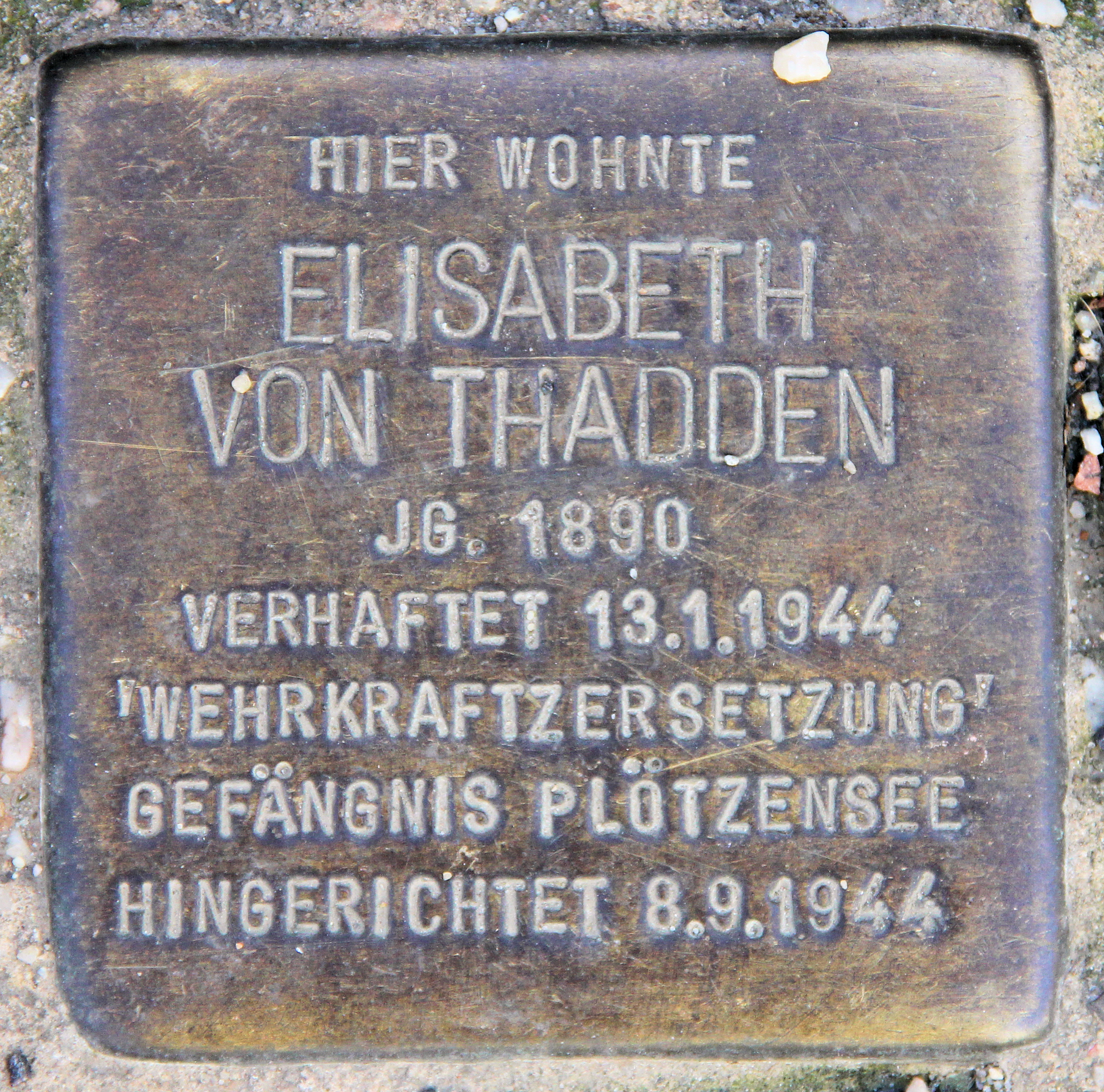
Bloc de piatră cu placă comemorativă în Berlin-Charlottenburg, amintind locul în care a fost decapitată Elisabeth von Tadden ca dușman al statului național-socialist.

Thadden a luat contact cu adversarii regimului nazist, incluzând pe Helmut Gollwitzer, Martin Niemöller, și Elly Heuss-Knapp, implicându-se în activități cum ar fi colectarea de cartele de alimente pentru persoanele care se ascundeau și oferind celor amenințați de către regim o șansă de a părăsi țara. Acționând astfel ea subestima cât de periculoase erau aceste activități, sau acționa fără să fie atentă la propria ei siguranță.
De asemenea, ea aparținea grupului Solf Cerc, considerat de către naziști ca făcând parte din Rezistența germană. Condusă de văduva unui ambasador și fiica ei, și mai mult decât organizația de tineret Trieglaffer Konferenzen a lui Thadden,  Solf Cerc a atras oameni din diferite medii, cu o varietate de opinii politice, care au venit pentru a discuta problemele presante. 
La o astfel de întâlnire, găzduită de Elisabeth von Thadden pe 10 septembrie 1943, unul dintre invitați a fost un asistent doctor pe nume Paul Reckzeh, care, după cum s-a dovedit, era un informator al Gestapo-ului. El a fost trimis prin ordin să intre în contact cu Solf Cerc pentru a descoperi trădători ai Reich-ului. Raportul său către Gestapo duce la descoperirea unor conexiuni în străinătate. În următoarele luni,  au fost arestați o mulțime, inclusiv Elisabeth von Thadden, la 12 ianuarie 1944, după ce ea se mutase  în Meaux, în Franța ocupată.
Din Meaux a fost adusă la Paris și mai târziu la Berlin. Au urmat luni de tratament îngrozitor și de  interogatorii de lungă durată în diverse închisori și în buncărul penal de la Ravensbrück. Pe 1 iulie 1944, Volksgerichtshof (Tribunalul Poporului!), prezidat de către Roland Freisler, a condamnat-o pe Elisabeth von Thadden la moarte pentru a fi conspirat la comiterea de înaltă trădare și subminarea forțelor de luptă (Wehrkraftzersetzung). 
Zece săptămâni mai târziu, pe 8 septembrie 1944, la ora 17:00, a fost decapitată la Închisoarea Plötzensee din Berlin. Ultimele ei cuvinte au fost: "Pune capăt, Doamne, tuturor suferințelor noastre".

## Astăzi
După cel de-Al Doilea Război Mondial, urna conținând cenușa ei a fost îngropată în fundația școlii înființată de ea în 1920 și care acum se numește Elisabeth von Thadden-Schule și este tot o școală privată din Heidelberg-Wieblingen. Aceasta păstrează o legătură puternică cu fondatoarea ei, cu filosofia și memoria ei.

## Vezi și
- Rezistența Germană

## Legături externe
- Picture and brief biography at Metropolitan State College of Denver
- Eine Christin in der Zeit des Nationalsozialismus de Barbara Hohmann, cu o altă imagine (în limba germană)
- Elisabeth von Thadden la Oberreut Cetățenilor Club (în limba germană)
- Elisabeth von Thadden-Schule - ul; include imaginea de Schloss Arhivat în 14 octombrie 2017, la Wayback Machine. (în limba germană)
- Elisabeth von Thadden-Straße în Karlsruhe (în limba germană)

1. 1 2   https://www.stolpersteine-berlin.de/de/stolpersteine-finden/download, accesat în 2 februarie 2025 Lipsește sau este vid: |title= (ajutor)
2. 1 2  Elisabeth von Thadden, Munzinger Personen, accesat în 9 octombrie 2017
3. 1 2  Elisabeth von Thadden, FemBio-Datenbank[*]